# Тигры Момпрачена
«Тигры Момпрачена» (итал. Le tigri di Mompracem), также «Жемчужина Лабуана» (La perla di Labuan) — приключенческий роман итальянского писателя Эмилио Сальгари. Романом открывается так называемый «индо-малайский цикл» писателя.

## Публикации
Впервые появился на страницах журнала «Новая арена» в 1883—1884 годах под названием «Тигры Малайзии». Перед самой публикацией в 1900 году отдельным изданием название изменили. Роман входит в цикл «Сандокан» по имени главного героя.

## Сюжет
1848 год. В Тихом и Индийском океанах громкое имя себе заслужил предводитель малайских пиратов Сандокан, в прошлом — наследник одного из султанатов Борнео. С группой пиратов и верным другом португальцем Янезом де Гомерой он ведёт борьбу с нидерландскими и английскими колонистами. По пути к Лабуану судно пиратов вступает в бой с английским кораблём и терпит поражение. Выброшенному на берег Сандокану оказывают помощь в доме лорда Джеймса Гвиллока. Здесь Сандокан знакомится с племянницей своего благодетеля Марианной, которую местные жители за красоту и белизну кожи прозвали Жемчужиной Лабуана.
На обеде баронет Уильям Розенталь узнаёт в Сандокане пирата и обличает его. Сандокан вынужден бежать, дав обещание возлюбленной Марианне вернуться за ней. Немало сражений и потерь пришлось пережить Сандокану, прежде чем он смог воссоединиться с любимой. Поселившись с молодой супругой на острове Ява, Сандокан решает отойти от вооружённой борьбы против английских захватчиков.

## Экранизации
- 1970 — «Тигры Момпрачена» режиссёра Марио Секки[2];
- 1976 — мини-сериал «Сандокан» режиссёра Серджо Соллима соединяет в себе сюжеты нескольких книг Сальгари о пирате. В главной роли Кабир Беди[3].